# منطقه کوننه
منطقه کوننه (به لاتین: Kunene Region) یکی از منطقه‌های نامیبیا است که در شمال غربی این کشور واقع شده‌است. منطقه کوننه ۱۱۵٬۲۶۰ کیلومتر مربع مساحت و ۸۸٬۳۰۰ نفر جمعیت دارد.